# Georg Adlersparre
Georg Adlersparre (28. marts 1760 i Hovermo i Jämtland i Sverige – 23. september 1835 i Gustafsvik i Jämtland i Sverige) var en svensk kriger og statsmand. Adlersparre kom tidlig i militærtjeneste og var allerede ritmester, da han deltog i Krigen med Rusland 1788-90. Siden sendte Gustav 3. ham til Norge for i hemmelighed at ophidse folket mod Danmark. Under den ny regering tog han afsked og ofrede de følgende år til studier og forfattervirksomhed; han udgav således i årene 1797 til 1801 det meget ansete tidsskrift "Läsning i blandade ämnen" (som det frihedsfjendske hof kaldte "Läsning i brännbara ämnen"). Da krigen brød ud 1808, gik Adlersparre atter i hærens tjeneste – ved Vestarmeen på Norges grænse. Samtidig plejede han dog flittigt råd med patrioter i Stockholm om at redde fædrelandet fra dets farlige situation. Resultatet blev, at Adlersparre den 7. Marts 1809 stillede sig i spidsen for Värmlandstropperne, som med begejstring lod sig føre mod Stockholm for at afsætte kongen. Adlersparre var imidlertid kun nået halvvejs, da Carl Johan Adlercreutz den 13. marts lod kongen fange. Trods gentagne bud fra den ny regering om at standse fremrykningen fortsatte Adlersparre dog mod Stockholm, da ikke alle tilhængerne af det gamle system var fjernet fra regeringen. Under stormende jubel drog den kæmpehøje Adlersparre den 20. marts ind i hovedstaden med sin frihedskære armé og fuldførte udrensningen. Han fik selv en af de derved ledigblevne pladser i statsrådet, som forberedte den ny forfatning. Hans indflydelse var så stor i denne tid, at Tegnér kalder ham "den man, vi egentligen hava att tacka for, att vi ännu äro svenskar". Blandt andet var det Adlersparre, som foreslog den for Sverige så ejendommelige og betydningsfulde justitieombudsman. Karl 13. udmærkede Adlersparre på alle måder og gjorde ham til friherre. Imidlertid indså Adlersparre, at revolutionen ikke ville være gennemført uden en duelig tronfølger. Nu havde Kristian August af Augustenborg helt fortryllet Adlersparre, da han stod som fører for den danske hær ved grænsen. Sommeren 1809 forhandlede Adlersparre da med prinsen, som var villig, og Adlersparre satte sin vilje igennem trods sej modstand fra et parti, der holdt på den afsatte konges søn. I 1810 trådte Adlersparre ud af statsrådet og blev landshövding for Skaraborgs län. I 1816 ophøjedes han til greve. I 1824 ophørte hans betydelige arbejde i det offentlige livs tjeneste. Adlersparre var en ypperlig prosaforfatter og har selv i "Handlingar rörande Sveriges äldre, nyare och nyaste historia" (1830–33) skildret revolutionens udbrud i Värmland og deri offentliggjort talrige hemmelige aktstykker, et brud mod trykkefriheden, som kostede ham en bøde.